# Alessandro Scarioni
Alessandro Scarioni, detto Sandro (Milano, 8 marzo 1889 – Milano, 22 giugno 1966), è stato un allenatore di calcio e calciatore italiano, di ruolo centrocampista.

## Biografia
Giocatore di talento, al termine della carriera calcistica come allenatore, dall'immediato dopoguerra si diede a vari lavori. A inizio anni '60 venne colpito da una grave malattia che comportò l'amputazione degli arti inferiori e un successivo stato di indigenza economica venutasi a sapere alla fine del 1964, cui posero rimedio i soci dei vari Milan Club raccogliendo collette. Venne sepolto al Cimitero Maggiore di Milano; in seguito i suoi testi sono stati tumulati in una celletta.

## Vita privata
Fratello minore di Franco Scarioni, sposato ebbe due figli, Napoleone ed Eugenia.

## Caratteristiche tecniche
(dalla rivista Il Football, 1914)

## Carriera
Durante la sua carriera, dal 1908 al 1921, Scarioni vestì sempre la maglia del Milan, tranne nella stagione 1915-1916 quando venne richiamato alle armi per la prima guerra mondiale. Chiuse poi la carriera con la Milanese.
Debuttò in Prima Categoria con i rossoneri il 10 gennaio 1909 nel derby contro l'Inter (3-2 per il Milan). Col Milan vinse tre tornei bellici: la Coppa Federale nel 1915-16 (pur non giocando alcuna partita ufficiale), la Coppa Regionale Lombarda nel 1916-17 e la Coppa Mauro nel 1917-18.
Indossò la fascia di capitano dei milanesi dal 1919 al 1921.

## Statistiche

### Presenze e reti nei club
| Stagione        | Squadra                  | Campionato      | Campionato | Campionato | Coppe nazionali | Coppe nazionali | Coppe nazionali | Coppe continentali | Coppe continentali | Coppe continentali | Altre coppe | Altre coppe | Altre coppe | Totale | Totale |
| Stagione        | Squadra                  | Comp            | Pres       | Reti       | Comp            | Pres            | Reti            | Comp               | Pres               | Reti               | Comp        | Pres        | Reti        | Pres   | Reti   |
| --------------- | ------------------------ | --------------- | ---------- | ---------- | --------------- | --------------- | --------------- | ------------------ | ------------------ | ------------------ | ----------- | ----------- | ----------- | ------ | ------ |
| 1908-1909       | Milan                    | PC              | 2          | 0          | -               | -               | -               | -                  | -                  | -                  | -           | -           | -           | 2      | 0      |
| 1909-1910       | Milan                    | PC              | 13         | 0          | -               | -               | -               | -                  | -                  | -                  | -           | -           | -           | 13     | 0      |
| 1910-1911       | Milan                    | PC              | 15         | 0          | -               | -               | -               | -                  | -                  | -                  | -           | -           | -           | 15     | 0      |
| 1911-1912       | Milan                    | PC              | 8          | 0          | -               | -               | -               | -                  | -                  | -                  | -           | -           | -           | 8      | 0      |
| 1912-1913       | Milan                    | PC              | 14         | 0          | -               | -               | -               | -                  | -                  | -                  | -           | -           | -           | 14     | 0      |
| 1913-1914       | Milan                    | PC              | 15         | 0          | -               | -               | -               | -                  | -                  | -                  | -           | -           | -           | 15     | 0      |
| 1914-1915       | Milan                    | PC              | 17         | 1          | -               | -               | -               | -                  | -                  | -                  | -           | -           | -           | 17     | 1      |
| 1915-1916       | Milan                    | -               | -          | -          | -               | -               | -               | -                  | -                  | -                  | CF          | 0           | 0           | 0      | 0      |
| 1916-1917       | Milan                    | -               | -          | -          | -               | -               | -               | -                  | -                  | -                  | CRL         | 1           | 0           | 1      | 0      |
| 1917-1918       | Milan                    | -               | -          | -          | -               | -               | -               | -                  | -                  | -                  | CM          | 10          | 1           | 10     | 1      |
| 1918-1919       | Milan                    | -               | -          | -          | -               | -               | -               | -                  | -                  | -                  | CM          | 9           | 1           | 9      | 1      |
| 1919-1920       | Milan                    | PC              | 19         | 1          | -               | -               | -               | -                  | -                  | -                  | -           | -           | -           | 19     | 1      |
| 1920-1921       | Milan                    | PC              | 18         | 0          | -               | -               | -               | -                  | -                  | -                  | -           | -           | -           | 18     | 0      |
| Totale Milan    | Totale Milan             | Totale Milan    | 122        | 2          |                 | -               | -               |                    | -                  | -                  |             | 20          | 2           | 142    | 4      |
| 1922-1923       | Unione Sportiva Milanese | PD              | 20         | 1          | -               | -               | -               | -                  | -                  | -                  | -           | -           | -           | 20     | 1      |
| Totale carriera | Totale carriera          | Totale carriera | 142        | 3          |                 | -               | -               |                    | -                  | -                  |             | 20          | 2           | 162    | 5      |

## Palmarès

### Giocatore

#### Competizioni nazionali
- Coppa Federale: 1

Milan: 1915-1916

#### Competizioni regionali
- Coppa Lombardia: 1

Milan: 1916-1917
- Coppa Mauro: 1

Milan: 1917-1918